# Architektura Legnicy

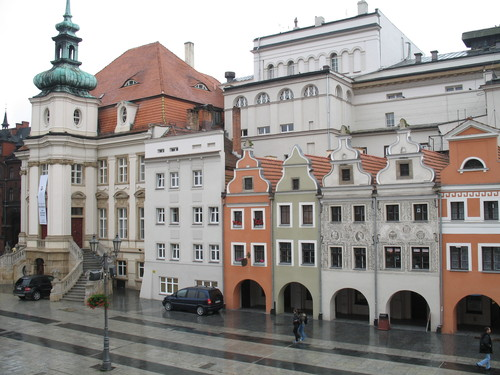
"Śledziówki" na legnickim rynku

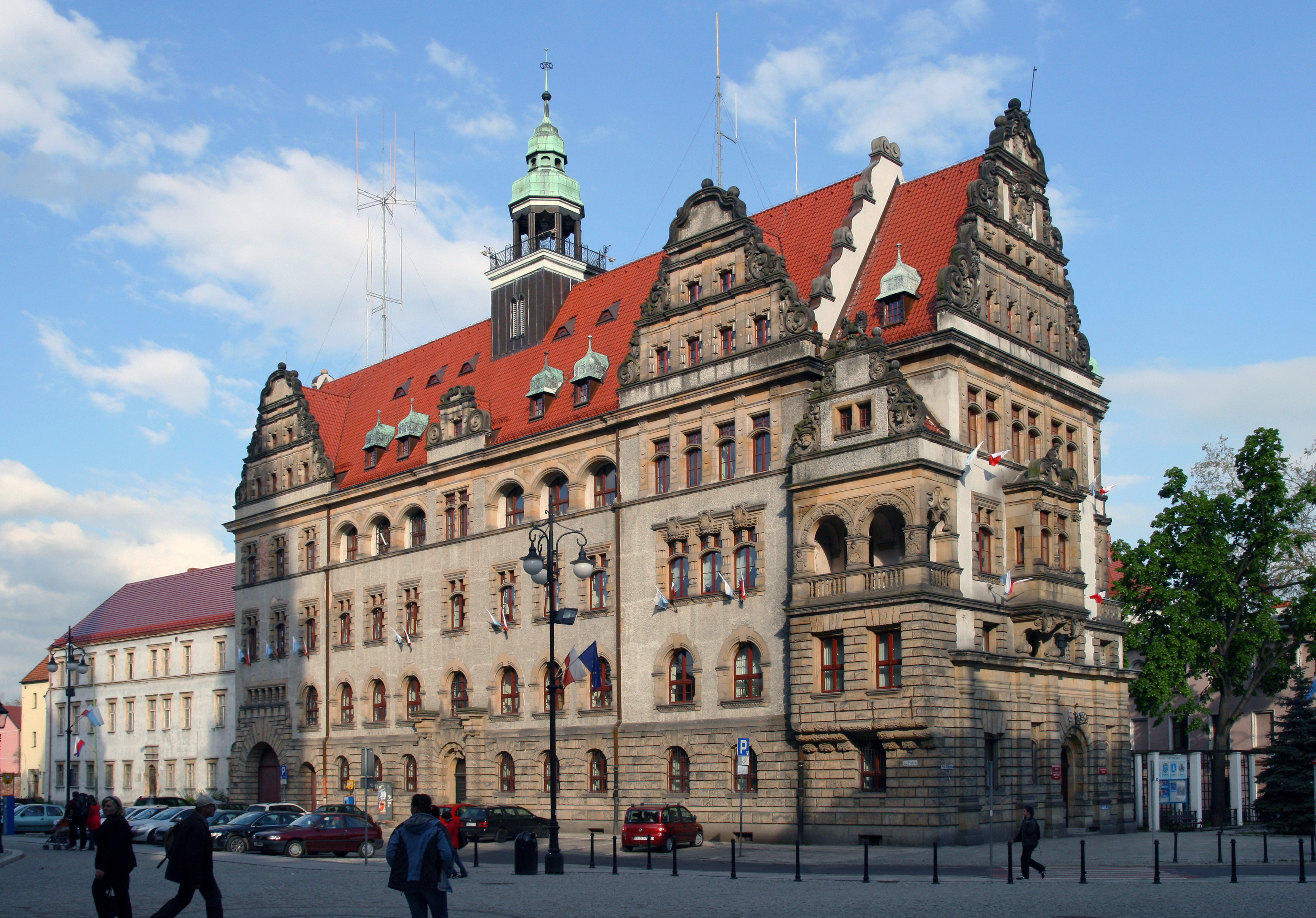
Nowy Ratusz

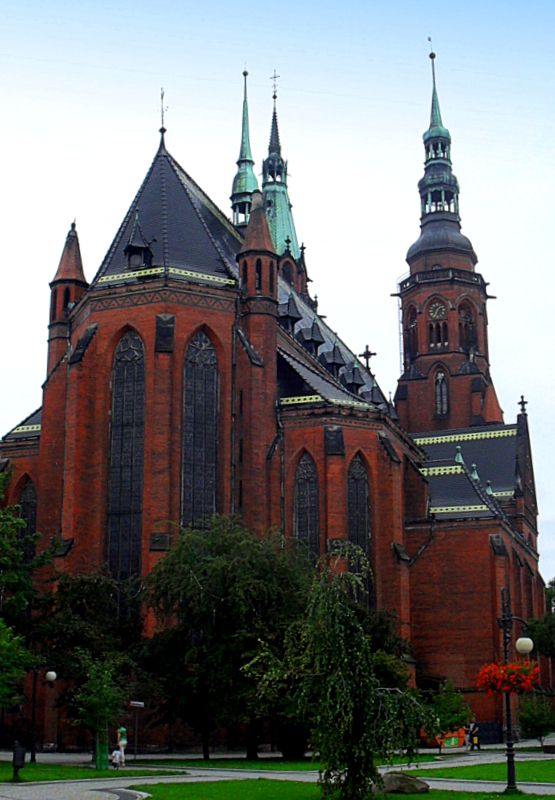
Katedra pw. św Apostołów Piotra i Pawła

## Charakter zabudowy poszczególnych dzielnic
Teren ścisłego centrum miasta, trawiony na przestrzeni wieków przez pożary, w latach 60. i 70. XX wieku został poddany częściowej zabudowie wielkopłytowej i obecnie nie jest architektonicznie jednolity. Na jego obszarze znajduje się zarówno obiekty pochodzące ze średniowiecza (Zamek Piastowski, Katedra, Kościół Mariacki, zabytkowe baszty pochodzące z części murów obronnych), renesansu (fragmenty Zamku, Kamienice Śledziowe tzw. "Śledziówki", Dom Pod Przepiórczym Koszem, Kamienica Scultetusa), baroku (Akademia Rycerska, Kościół św. Jana, dawny Kościół Maurycego, Kuria Opatów Lubiąskich, Stary Ratusz), jak i przykłady architektury neoklasycystycznej (budynek w centrum Rynku tzw. Nowy Odwach, XIX-wieczny na miejscu dawniejszych wyburzonych legnickich Sukiennic), neobarokowej (zabudowania I LO, budynek banku na Placu Klasztornym), czy wreszcie obiekty współczesne, oraz starsza zabudowa – kamieniczna budowana do początku XX wieku.
Bardziej jednolite są dzielnice przylegające do średniowiecznego centrum – w południowej, Tarninowie dominuje zabudowa eklektyczna z elementami modernizmu i secesji. W południowej części dzielnicy dominuje zabudowa kamieniczna.
Zachodnia dzielnica Fabryczna składa się z XIX-wiecznych fabryk i kamienic robotniczych, podobnie jak położona po wschodniej części dzielnica Kartuzy, oraz częściowo na północy i południowym wschodzie wstępuje zabudowa kamieniczna.
Również dzielnica Ochota (na południowy wschód; od Parku Miejskiego do dzielnicy Tarninów) zabudowana jest kamienicami z początku XX w.
Osiedla domów jednorodzinnych – dzielnica Piekary Wielkie z elementami zabudowy szeregowej: zachód) Stare Piekary (północny wschód) oraz w rejonie dzielnicy Przedmieście Głogowskie  (północ) oraz część osiedle Sienkiewicza (południe), Przybków (południe), osiedle Nowe (południe), i część dzielnicy osiedle Białe Sady (południowy wschód) z lat 20. XX w. stanowią typową realizację zabudowy koncepcji miasta-ogrodu.
Domy jednorodzinne budowane w czasach teraźniejszych (w XIX w.) reprezentują: osiedle Amerykańskie (zachód), osiedle Sienkiewicza (południe), osiedle w Alejach (południowy wschód) oraz domy budowane (w drugiej połowie XIX w.) reprezentują: Białe Sady (południowy zachód) i północna część dzielnicy Bielany oraz północna część osiedla Sienkiewicza – stanowią pozostałość idei budowy osiedli tanich – domków jednorodzinnych.
Bloki wielorodzinne w rejonie ul. Działkowej, Chojnowskiej i Marynarskiej, Asnyka i Złotoryjskiej (Osiedle Asnyka), ul.Gliwickiej (Czarny Dwór) i al. Rzeczypospolitej (Bielany) stanowią przykład zabudowy modernistycznej].
Budownictwo wielkopłytowe w technologii Fadom reprezentują osiedla wschodnie z przełomu lat 70. i 80. XX wieku – osiedle Kopernika z przełomu lat 80. i 90. XX w. – osiedle Piekary oraz zachodnie – część osiedla Asnyka, oraz Zosinek czy okolice ulic: Drzymały i Piątnickiej. Zabudowa w okolicach ulicy Myrka a Myśliwca, Słubickiej, Poznańskiej, Chocianowskiej czy w Lasku Złotoryjskim, to dawne kompleksy koszarowe wojsk Wehrmachtu, a następnie Północnej Grupy Wojsk Armii Radzieckiej adaptowana na współczesne mieszkania. Są wśród nich również pojedyncze budynki z wielkiej płyty, budowane przez polskie firmy w zamian za wymianę na dotychczas zajęte obiekty w centrum (zachodnia część os. Zosinek wzniesiona w technologii "Wrocławskiej Wielkiej Płyty", budynki przy ul. Bydgoskiej, Chojnowskiej oraz ul. Marcinkowskiego czy Wybickiego i Kościuszki na Tarninowie), jak i montowane z elementów przywiezionych z ZSRR (budynki typu "Leningrad").